# Comté de Knott
Pour les articles homonymes, voir Knott.
Le Comté de Knott est un comté de l'État du Kentucky, aux États-Unis, fondé en 1884.
Son siège se situe à Hindman.